# Ždrelac
Ždrelac je naselje na otoku Pašmanu, u sastavu istoimene općine. Naziv je dobio po uskom prolazu, Ždrilu, kojim je otok Ugljan od njega razdvojen. Naselje prema popisu iz 2001. imalo je 245 stanovnika, a prema popisu iz 2011. 323 stanovnika. Popis iz 2021. navodi da se broj stanovnika popeo na 397.        
Otoci Ugljan i Pašman su 1973. spojeni 210 metara dugim mostom, uz koji je veliko vikend naselje Gladuša. U Ždrelcu je glavna crkva sv. Luke, zaštitnika mjesta. Ždrelac je nekada bio dio Banja, od kojeg se odcijepio 1825. godine. Naziv se prvi put spominje 1397. godine. Zatim se 1446. godine »Zdrelac« spominje kao najsjeverniji zaselak Banja, a 1555. u izvorima dolazi »Zdrelac overo Bagno« i 1668. »Zdrelac di Bagno«. Talijanski oblik preuzeo je i crkveni skematizam Zadarske nadbiskupije 1840. godine. Gospodarska je osnova poljodjelstvo, vinogradarstvo, maslinarstvo, ribarstvo i turizam. Lijepe plaže i čisto more privlače turiste i vikendaše.

## Stanovništvo
| broj stanovnika | 260   | 280   | 296   | 320   | 406   | 459   | 506   | 471   | 561   | 525   | 436   | 420   | 288   | 258   | 245   | 312   | 397   |
|                 | 1857. | 1869. | 1880. | 1890. | 1900. | 1910. | 1921. | 1931. | 1948. | 1953. | 1961. | 1971. | 1981. | 1991. | 2001. | 2011. | 2021. |